# Moorhof (Quedlinburg)

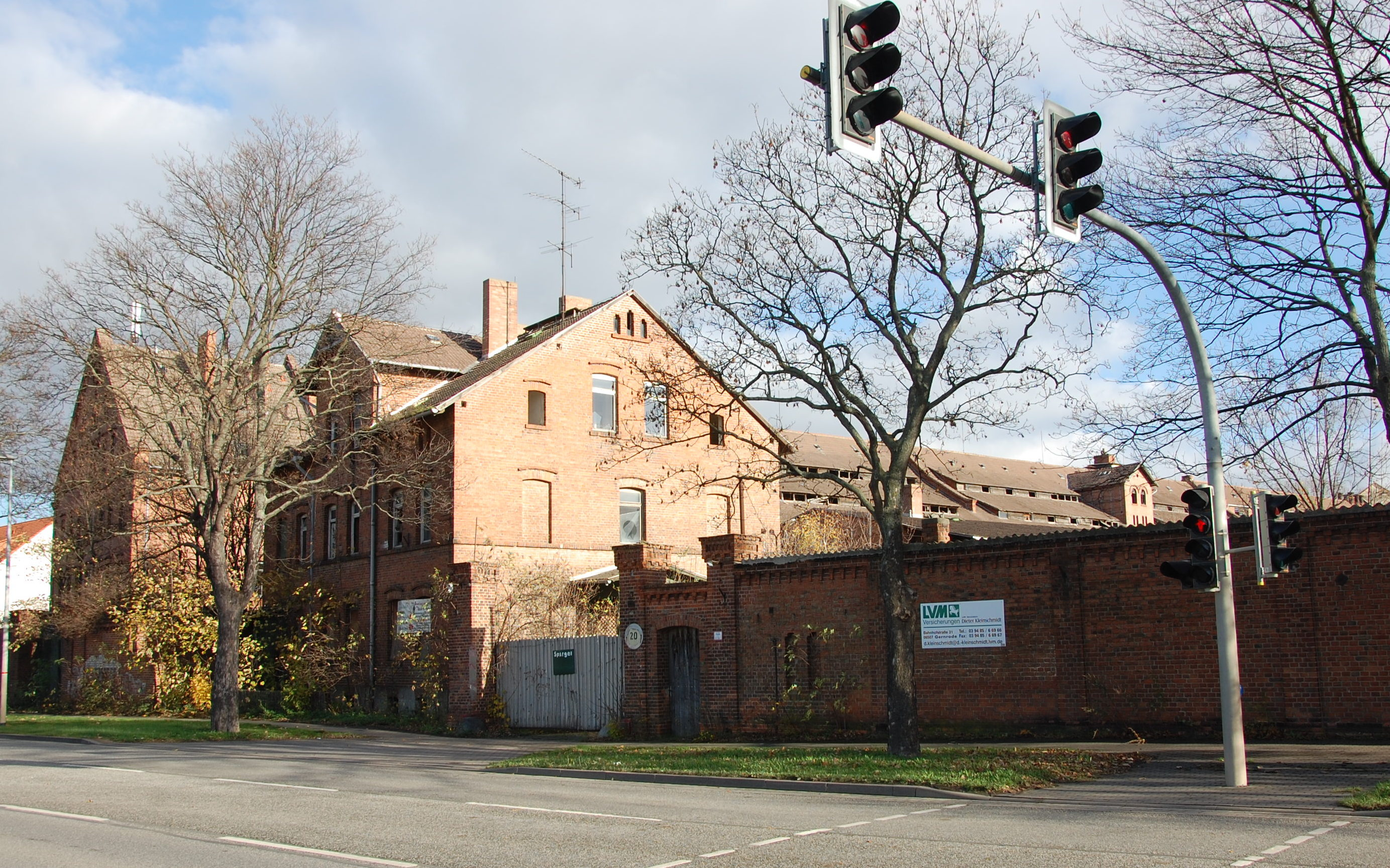
Moorhof

Der Moorhof ist ein denkmalgeschützter Gebäudekomplex in der Stadt Quedlinburg in Sachsen-Anhalt.

## Lage
Er liegt südwestlich der historischen Quedlinburger Altstadt. Im Quedlinburger Denkmalverzeichnis ist er als Wirtschaftshof eingetragen. 

## Architektur und Geschichte
Ende des 19. Jahrhunderts wurde das Gebiet für die Quedlinburger Saatzuchtfirma Gebrüder Dippe mit Wirtschaftsgebäuden bebaut. Erhalten blieb das Verwalterhaus, das Arbeiterwohnhaus sowie das Maschinen- und Kesselgebäude mit Überresten des ursprünglichen Transmissionssystems. Darüber hinaus ist auch ein Speicher mit Elevatoren sowie die Einfriedung vorhanden.
Das Anwesen ist derzeit (Stand 2013) weitgehend ungenutzt und sanierungsbedürftig.